# Шерозия, Калистрат Нестерович
Калистрат Несторович Шерозия (род. 1905 в деревне Накипу в Грузии — умер в декабре 1942 года в Тбилиси) — грузинский и советский деятель коммунистической партии, 2-й секретарь ЦК Коммунистической Партии (большевиков) Грузии (1938—1942).

## Биография
Окончил техникум в Зугдиди и в 1927 году Тбилисский педагогический институт. С 1928 — в ВКП(б), партийный и государственный деятель в Гори, позже редактор газеты в Гори, Зугдиди и Кутаиси, в 1932—1933 гг. — начальник отдела партийной газеты «Комунисти», затем заведующий отделом пропаганды и агитации городского комитета КП(б)Г в Кутаиси и секретарь районного комитета КП(б)Г.
С ноября 1936 по август 1937 года — заведующий отделом образования и науки ЦК КП(б)Г, с 19 июня 1938 года — член ЦК КП(б)Г, одновременно с 31 августа 1938 года до смерти — член Политбюро ЦК и 2-й секретарь ЦК КП(б)Г.
Депутат Верховного Совета СССР 1-го созыва.
Награждён орденом Ленина (24 февраля 1941) и орденом Красной Звезды (13 декабря 1942).